# زرشک هندی
زرشک هندی (نام علمی: Berberis aristata) نام یک گونه از سرده زرشک است.